# Petr Štochl
Petr Štochl (ur. 24 kwietnia 1976 w Pilźnie) – czeski piłkarz ręczny, reprezentant kraju grający jako bramkarz. Obecnie występuje w Bundeslidze, w drużynie Füchse Berlin.
Jego brat Jan również jest bramkarzem i występuje w Bergischer HC.